# Бискупице (Торуньский повет)
Бискупице — деревня в гмине Лубянка Торуньского повета Куявско-Поморского воеводства в центральной части севера Польши.